# Örsgrundet
Örsgrundet är en ö i Finland. Den ligger i Bottenviken och i kommunen Karleby i den ekonomiska regionen  Karleby i landskapet Mellersta Österbotten, i den nordvästra delen av landet. Ön ligger nära Karleby och omkring 420 kilometer norr om Helsingfors.
Öns area är 2,7 hektar och dess största längd är 290 meter i nord-sydlig riktning. I omgivningarna runt Örsgrundet växer i huvudsak blandskog.